# Violência doméstica em relacionamentos lésbicos
A violência doméstica em relacionamentos lésbicos é um padrão de comportamento violento e coercitivo em um relacionamento feminino do mesmo sexo, no qual uma lésbica ou outra mulher não heterossexual procura controlar os pensamentos, crenças ou conduta de sua parceira íntima.

## Prevalência
A questão da violência doméstica entre lésbicas tornou-se uma séria preocupação social, mas o assunto tem sido frequentemente ignorado, tanto em análises acadêmicas quanto no estabelecimento de serviços sociais para mulheres agredidas.
A Enciclopédia de Vitimologia e Prevenção do Crime afirma: "Por várias razões metodológicas - procedimentos de amostragem não aleatória e fatores de auto-seleção, entre outros - não é possível avaliar a extensão da violência doméstica entre pessoas do mesmo sexo. Estudos sobre abuso entre parceiros gays ou lésbicas geralmente contam com pequenas amostras de conveniência, como lésbicas ou gays membros de uma associação." Algumas fontes afirmam que casais gays e lésbicas sofrem violência doméstica na mesma frequência que casais heterossexuais, enquanto outras fontes afirmam que a violência doméstica entre gays, lésbicas e bissexuais pode ser maior do que entre indivíduos heterossexuais, que gays, lésbicas, e indivíduos bissexuais são menos propensos a relatar violência doméstica ocorrida em seus relacionamentos íntimos do que casais heterossexuais, ou que casais de lésbicas vivenciam menos violência doméstica do que casais heterossexuais. Por outro lado, alguns pesquisadores geralmente presumem que casais de lésbicas sofrem violência doméstica na mesma proporção que casais heterossexuais e têm sido mais cautelosos ao relatar violência doméstica entre casais gays. 
A questão da violência doméstica entre casais de lésbicas pode ser subnotificada devido à construção social dos papéis de gênero que se espera que as mulheres desempenhem na sociedade. A violência perpetrada por mulheres pode ser ignorada devido à crença de que a própria construção social masculina é uma fonte primária de violência. A construção social das mulheres é caracterizada como passiva, dependente, nutridora e altamente emocional, e a construção social dos homens é caracterizada como competitiva, agressiva, forte e até sujeita à violência. Devido às formas de discriminação, homofobia e heterossexismo, e à crença de que a heterossexualidade é normativa na sociedade, a violência doméstica tem sido caracterizada como sendo entre o agressor e a vítima feminina. Isso contribui para a invisibilidade de toda violência doméstica perpetrada por mulheres. Além disso, o medo de reforçar estereótipos negativos pode levar alguns membros da comunidade, ativistas e vítimas a negar a extensão da violência entre lésbicas. As agências de serviço social geralmente não estão dispostas a ajudar as vítimas de violência doméstica perpetrada por mulheres.  Vítimas de violência doméstica em relacionamentos lésbicos têm menos probabilidade de ter o caso processado dentro de um sistema legal.
Em um esforço para superar a negação da violência doméstica nos relacionamentos lésbicos, os defensores das mulheres vítimas de abuso frequentemente se concentram nas semelhanças entre a violência doméstica homossexual e heterossexual. O principal objetivo dos ativistas é legitimar a violência doméstica lésbica como um abuso real e validar a experiência de suas vítimas.

### Outros fatores de insegurança
A literatura e as pesquisas sobre violência doméstica em relacionamentos lésbicos são relativamente limitadas, especialmente nos Estados Unidos, Reino Unido e Austrália. Muitos fatores diferentes contribuem para isso, como "diferentes definições de violência doméstica, métodos não aleatórios, auto-selecionados e de amostragem oportunista (geralmente baseados em organizações ou agências, ou publicidade para participantes que sofreram violência) e diferentes métodos e tipos de dados coletados". Isso faz com que os resultados não sejam confiáveis, tornando difícil fazer suposições gerais sobre as taxas de violência doméstica lésbica. Isso fez com que os índices de violência em relacionamentos lésbicos variassem de 17 a 73 por cento na década de 1990, sendo uma escala muito grande para determinar com precisão a difusão do abuso lésbico na comunidade. 
Uma vez que nem todas as lésbicas são abertas sobre sua sexualidade, grandes amostras aleatórias são difíceis de obter e, portanto, são incapazes de mostrar tendências na comunidade lésbica em geral. As amostras de pesquisa tendem a ser menores, fazendo com que as taxas de denúncias de violência sejam menores do que podem ser. Isso é "uma consequência da invisibilidade de tal violência e do medo de reações homofóbicas". 
A análise teórica da violência doméstica em relacionamentos lésbicos é muito debatida. Abordagens populares discutem principalmente "a comparabilidade da violência em relacionamentos de lésbicas e gays (violência do mesmo sexo) ou se baseiam em teorias feministas de relações de poder de gênero, comparando a violência doméstica entre lésbicas e mulheres heterossexuais". Alguns teóricos também estudam a violência entre pessoas do mesmo sexo definindo gênero como anatomia e afirmam que gênero não é relevante em nenhum caso de violência doméstica devido à sua prevalência em relacionamentos do mesmo sexo que é perpetrado como uma forma de comportamento homofóbico e ocorre sem consequências.  Outros teóricos argumentam que gays e lésbicas ainda internalizam comportamentos femininos e masculinos, fazendo com que lésbicas "imitem relacionamentos heterossexuais tradicionais" e criem dinâmicas de poder gritantes entre parceiros dominantes e submissos. 

## Formas
O escopo da violência doméstica em relacionamentos lésbicos exibe o padrão de intimidação, coerção, terrorismo ou violência que aumenta o poder e o controle do perpetrador sobre seu parceiro. As formas de violência doméstica em relacionamentos lésbicos incluem abuso físico, como espancamento, sufocamento, uso de armas ou contenção, frequentemente referido como "espancamento"; abuso emocional, como mentir, negligenciar e degradar; ameaças de intimidação, como ameaças de ferir a vítima, sua família ou seus animais de estimação; abuso sexual, como forçar sexo ou recusar sexo seguro; destruição de propriedade, como vandalizar a casa e danificar móveis, roupas ou objetos pessoais; econômicas, como controlar o dinheiro da vítima e forçar a dependência financeira. Além disso, o abuso psicológico foi considerado comum entre as vítimas lésbicas. Os resultados dos estudos mostraram que a bofetada foi a forma de abuso mais comumente relatada, enquanto os espancamentos e ataques com armas foram menos frequentes. A violência sexual dentro de relacionamentos lésbicos chegou a 55%. O tipo mais frequente incluiu beijos forçados, carícias nos seios e genitais e penetração oral, anal ou vaginal. Oitenta por cento das vítimas relataram abuso psicológico e abuso verbal. As lésbicas também têm menos probabilidade de usar força física ou ameaças do que os gays.

## Fatores contribuintes

### Geral
Os fatores que contribuem para a violência doméstica incluem a crença de que o abuso (físico ou verbal) é aceitável, abuso de substâncias, desemprego, problemas de saúde mental, falta de habilidades de enfrentamento, isolamento e dependência excessiva do agressor. Fatores específicos para relacionamentos lésbicos, como isolamento emocional e falta de laços comunitários devido ao heterossexismo e homofobia, estresse de minorias e a revitimização de mulheres que já sofreram abuso, também provocam as causas da violência doméstica em relacionamentos lésbicos. O contexto político de homofobia e heterossexismo é essencial para a compreensão da experiência de lésbicas vítimas de violência doméstica. A homofobia também é um fator importante na formação da experiência de violência doméstica em relacionamentos lésbicos. Por exemplo, agências de saúde mental ainda contêm crenças homofóbicas e heterossexuais que limitam a extensão dos serviços prestados às vítimas. Essas vítimas sofrem violência no contexto de um mundo que não é apenas misógino, mas também homofóbico. 
Casais de lésbicas frequentemente experimentam estigma social contra eles, incluindo experiências de discriminação e preconceito contra eles, bem como outros fatores de estresse de minorias que podem incluir o medo de sair, homofobia internalizada, a identidade butch/femme e qualidade do relacionamento.
Um perpetrador pode usar a homofobia internalizada de seu parceiro para justificar sua própria violência. Isso pode causar uma aversão geral ou uma concepção negativa da identidade lésbica, tanto de si mesma quanto dos outros. Esse comportamento é descrito como hostilidade horizontal ou grupos minoritários que se tornam hostis ou violentos uns com os outros. Isso decorre tanto da descoberta de que é mais fácil direcionar o ódio contra outros grupos oprimidos quanto da homofobia e misoginia internalizadas. No caso de violência doméstica em relacionamentos lésbicos, essa hostilidade é perpetuada na forma de abuso pelo parceiro íntimo. 
Em alguns casos, a comunidade lésbica pode rejeitar casos de violência doméstica em relacionamentos lésbicos ou envergonhar as vítimas de violência doméstica. Isso contribui para a baixa autoestima, sentimentos de impotência, negação de pertencer a um grupo e dificuldade de estabelecer relacionamentos de compromisso e confiança. Esses sentimentos negativos são então expressos na forma de espancamento de lésbicas. Além disso, as mulheres temem sofrer de isolamento, risco de perder o emprego, moradia ou família como consequência da homofobia e homofobia internalizada. Uma mulher que abusa de sua parceira pode usar o controle homofóbico como método de abuso psicológico, o que isola ainda mais a vítima. Por exemplo, um agressor pode revelar seu parceiro sem permissão, revelando sua orientação sexual a outras pessoas, incluindo parentes, empregadores e proprietários, e em casos de custódia de crianças. Essa forma de abuso pode resultar em uma série de consequências negativas para a vítima, como ser evitada por parentes e perder filhos, um emprego e moradia. Por temer o isolamento devido à homofobia, as lésbicas também vivenciam o fenômeno de viver no "segundo armário", ou seja, devem manter tanto suas sexualidades quanto as experiências de violência doméstica escondidas de outras pessoas por medo de repercussões negativas.  Essas raízes homofóbicas também se integram à maneira como as lésbicas criam seus filhos.

### Experiências anteriores com violência doméstica e abuso
Muitas lésbicas que foram agredidas ou que se tornaram agressoras tiveram experiência com violência doméstica e agressão sexual, muitas vezes familiar ou quando crianças, incluindo espancamentos, incesto, molestamento e abuso verbal. Ao crescer em situações onde a violência é "normalizada", o parceiro frequentemente não rotula o problema ou reconhece que a violência dentro do relacionamento é um problema. Isso também pode se traduzir em como o casal cria filhos em potencial e aplica a disciplina. 

### Poder e controle
A violência doméstica em relacionamentos lésbicos ocorre por vários motivos. A violência doméstica pode ocorrer devido ao controle. A violência é mais frequentemente empregada como uma tática para alcançar poder interpessoal ou controle sobre seu parceiro. A perda percebida de poder ou controle também pode levar ao aumento da violência dentro do relacionamento. A alienação e o isolamento impostos pela opressão interna e externa podem levar à perda de controle e a necessidade de recuperá-lo torna-se a preocupação central das lésbicas. Às lésbicas pode ser negado o controle sobre vários aspectos de suas vidas. No entanto, se ela permanecer no armário, ela também terá o controle negado, submetida a auto-monitoramento contínuo e forçada a lidar com o estresse para que possa esconder sua identidade e seu relacionamento íntimo dos olhos dos outros. O autor da violência em um relacionamento íntimo também pode ameaçar seu parceiro de sequestrar seus filhos se apenas um tiver a custódia legal de seus filhos.  Pelo contrário, também houve casos de lésbicas e casais de lésbicas que se tornaram tutores ad litems e famílias que foram licenciadas para fornecer assistência temporária para crianças vulneráveis à violência doméstica.  O poder e o controle tiram proveito das partes mais íntimas dos relacionamentos lésbicos, incluindo a vida sexual e a atuação individual da vítima no relacionamento. 

### Fatores de dependência e auto-estima
Outra razão pela qual a violência doméstica pode ocorrer é a dependência. A necessidade de alcançar o equilíbrio entre separação e conexão foi identificada como a principal tarefa nos relacionamentos e é um problema especificamente frequente em relacionamentos lésbicos. O grau de dependência de um relacionamento e do parceiro íntimo causa abuso. As lésbicas que relatam o uso mais frequente de táticas violentas em conflito com seu parceiro relatam um nível mais alto de dependência como traço de personalidade.
A dependência em relacionamentos lésbicos também é resultado da socialização específica da mulher. Uma vez que as mulheres foram socializadas para "união" e uma vida cooperativa, elas frequentemente lutam para equilibrar a vida social e ficar sozinhas. Um estudo descobriu que as lésbicas têm mais probabilidade de passar tempo livre em casa do que os homens homossexuais.  Nos relacionamentos lésbicos, as mulheres costumam ter dificuldade em passar um tempo separadas porque se sentem pressionadas a cuidar umas das outras. As mulheres podem presumir que passar um tempo longe do parceiro as deixaria chateadas ou com raiva. Sem a comunicação adequada, o gerenciamento inadequado do tempo pode levar a um discurso doentio em um relacionamento, e a igualdade do parceiro continua difícil de manter. 
A autoestima é outro fator subjacente à violência doméstica. Baixa autoestima e uma autoimagem negativa são qualidades que caracterizam tanto os perpetradores quanto as vítimas de violência doméstica heterossexual. O ciúme e a possessividade, frequentemente associados ao comportamento agressor, estão associados a problemas de baixa autoestima e autoconceito negativo. Lésbicas que relatam o uso mais frequente de táticas violentas em conflitos com seus parceiros relatam um nível mais baixo de autoestima como traço de personalidade.

## Apagamento da homossexualidade em abrigos de violência doméstica
Os abrigos para violência doméstica também oferecem serviços heterocêntricos para mulheres agredidas, o que isola ainda mais as lésbicas agredidas e silencia a difusão da violência doméstica nas relações lésbicas. O perpetrador da violência em um relacionamento abusivo geralmente é considerado homem, enquanto a vítima da violência é considerada heterossexual. Esses serviços podem ser melhorados garantindo que a declaração de caso de uma unidade de agência seja amigável para pessoas LGBTQ, fornecendo serviços de treinamento para professores e funcionários em abrigos, garantindo que todos os serviços não tenham linguagem heterossexista e fornecendo oportunidades para lésbicas assumirem posições de liderança nestes empreendimentos. 